# Границкий монастырь
Границкий монастырь Святого Луки (болг. Гранички манастир «Свети Лука») — женский монастырь Болгарской православной церкви. Границкий монастырь расположен примерно в 7 км к югу от города Кюстендила и примерно в 4 км к юго-западу от села Граница, имя которого он носит.
Считается, что монастырь был основан в X веке. Там же обнаружены фундаменты более ранних построек, а рядом находится одноимённая средневековая крепость Граница. Кроме того, в саду монастыря были найдены несколько сотен серебряных венецианских монет XIV века и биллонных монет византийских императоров Алексея I Комнина, Мануила I Комнина, Андроника I Комнина и Исаака II Ангела.
Монастырь возрождён в 1948 году на месте средневекового, построенного в X веке. Он расположен недалеко от двух других исторических болгарских православных монастырей — Руенского монастыря и Рильского монастыря. Находится у северного подножия Брезовского рида на Осогово в местности «Пустой монастырь». 
По преданию, в монастыре жил святой Иоанн Рыльский. Во дворе монастыря устроен фонтан, посвящённый трём границким монахам Иоасафу, Давиду и Феофану, реставраторам Рильского монастыря в 1450-х годах.
Монастырь объявлен памятником культуры. Храмовый праздник монастыря отмечается ежегодно 18 октября.